# Hans Sanders (Musiker)
Hans Sanders (* 18. Juni 1946 in ’s-Hertogenbosch; † 3. November 2007 in Eindhoven) war ein niederländischer Sänger und Gitarrist, der vor allem als Gründungsmitglied der niederländischen Musikgruppe Bots bekannt wurde.

## Leben
Hans Sanders wuchs in einer musikalischen Familie in Eindhoven auf. Seine Mutter sang in einem Frauenchor, und sein Vater war ein in klassischer Musik ausgebildeter Geiger und Pianist. Sein Bruder Hugo spielte Bratsche, seine Schwestern Carla und Agnes Klavier. Als Kind bekam er Klavierstunden und spielte an der Schule auch Mundharmonika. Er brachte sich selbst Gitarrespielen bei, nachdem er zu St. Nikolaus eine Gitarre geschenkt bekommen hatte. Sanders war zwei Jahre am Gymnasium und wechselte dann an die HBS, doch galt sein Interesse insbesondere der Musik und der Politik, wo er sich politisch links orientierte und Manuskripte der PSP und das Kommunistische Manifest las.
Nach Abschluss der Schule ging er an die Sociale Academie, wobei er in seiner Freizeit in verschiedenen kleinen Musikgruppen spielte. Im Februar 1965 kam er mit 18 Jahren über eine Freundin in Kontakt mit Peter Koelewijn, der fünf Jahre zuvor durch sein Lied Kom van dat dak af bekannt geworden war. Dieser suchte jemanden, der sowohl Klavier als auch Gitarre spielen konnte, als Ersatz für den Pianisten Harry van Hoof, und so entstand die Gruppe Rockets. Später kam noch Jeroen Ophoff dazu, und die Gruppe firmierte zeitweise unter dem Namen 4PK. Nach einem Streit mit dem Direktor verließ Sanders die Akademie und wurde zum Militär eingezogen, wo er nach vier Monaten ausgemustert wurde. 
Sanders studierte nun Politologie in Amsterdam und wurde in der Provo-Bewegung aktiv. Sein Studium konnte er durch Auftritte bei den Rockets finanzieren, wo er mit zwei Auftritten pro Woche so viel verdiente wie ein Arbeiter wöchentlich. Er brach das Studium jedoch ab, kehrte nach Eindhoven zurück und spielte mit Jeroen Ophoff in der Gruppe Dirty Underwear. Diese schloss sich 1968 mit anderen Bands wie New Electric Chamber Music Ensemble und New Jazz Symphonic zu einem Musikernetzwerk namens Free Community of Peace and Pleasure of the Global City zusammen. In dieser Zeit heiratete Sanders Liesbeth, mit der er einen Sohn hatte. Mit der Dirty Underwear, die zeitweise unter dem Namen Philips firmierte, verdiente er Geld, doch hatte er finanzielle Schwierigkeiten und verdiente mit Malerarbeiten dazu. Durch einen Streit mit dem Saxophonisten Bertus Borgers brach die Gruppe auseinander.
Mit anderen Musikern gründete Sanders die Gruppe Zuidnederlandse Fanfare. Er nahm sein Studium an der Eindhovener Sociale Academie wieder auf und schloss es schließlich ab. Gleichzeitig nahm Sanders Kontakt mit der linksradikalen Gruppe Proloog auf, um an einem Kindermusical mitzuwirken. Teile des Stückes wurden von Lennaert und Astrid Nijgh geschrieben. Als diese aus dem Projekt ausstiegen, übernahm es Sanders, die niederländischen Lieder zu schreiben. Er stand in dem Musical mehrmals selbst auf der Bühne.
Nach dem Ende der Gruppe Fanfare schloss sich Sanders mit Sjors van de Molengraft und Bonkie Bongaerts zusammen und sang ausschließlich Lieder in niederländischer Sprache. Zusammen mit Peter de Vries und Floris Teunissen van Manen gründeten sie 1974 die Band Bots. Sanders Kontakte zu Koelewijn halfen dabei, die 1975 die erste LP der Bots herauszubringen – Van kwaad tot erger, unter anderem mit dem „Lied der arbeitenden Jugend“ (Het lied van de werkende jeugd). Die Gruppe wurde in den Niederlanden schnell populär, hatte aber ihren größten Erfolg in der Bundesrepublik Deutschland, wo mehrere hunderttausend LPs mit Liedern der Gruppe in deutscher Sprache verkauft wurden. Zu den erfolgreichsten Stücken gehörten das auf der zweiten LP der Bots, Voor God en vaderland („Für Gott und Vaterland“), erschienene Wat zullen we drinken zeven dagen lang (deutsch „Was sollen wir trinken sieben Tage lang“) und das in der westdeutschen Friedensbewegung viel gesungene Das weiche Wasser bricht den Stein (Het weke water breekt de steen). Eine dritte LP erschien mit dem Titel Wie zwijgt stemt toe („Wer schweigt, stimmt zu“). 1979 trat Sanders mit den Bots auf dem Festival Rock gegen Rechts in Frankfurt am Main auf. Daraufhin machten sich deutsche Künstler dafür stark, die Lieder von Sanders ins Deutsche zu übertragen. 1980 erschien die deutschsprachige LP Aufstehn!, 1981 Entrüstung und 1983 Schön krank. An der Übersetzung der Lieder wirkten unter anderem Diether Dehm, Hannes Wader, Henning Venske, Dieter Hildebrandt, Hanns Dieter Hüsch und Günter Wallraff mit. Auf dem Festival Künstler für den Frieden in West-Berlin sang Hans Sanders mit den Bots vor 500.000 Menschen. 1986 erschien das Album Lass die Sterne stehen, das aber nicht mehr an die vorherigen Erfolge anknüpfen konnte.
Sanders kaufte in Eindhoven das „Kleine Café“ (Klein Café) auf dem Wilhelminaplein in Eindhoven, dem er den neuen Namen Kaffee de Groot („der Große“) gab. Wenn auch die Bots noch einige Male auftraten – so auf den Wilhelminaplein-Feesten von Eindhoven –, war Hans Sanders nunmehr überwiegend mit seinem Café beschäftigt. Als vorerst letztes Album der Bots erschien 1990 Paradijs („Paradies“).
Das Folkwoods-Festival 2001 und 2003 auf einem neuen Festivalgelände bei Eindhoven war für Hans Sanders die Gelegenheit, die Bots noch einmal wiederzubeleben, allerdings mit einer weitgehend neuen Besetzung. Nach einer längeren Pause begann Sanders wieder, Lieder für ein neues, 2003 erschienenes Album zu schreiben. Im Januar 2005 kam zudem eine Single mit einer Neuauflage des Liedes Je voelt pas nattigheid als je droog komt te staan heraus. Im Mai 2007 erfuhr Sanders von seinem Arzt, dass er unheilbar an Krebs erkrankt war. Er starb noch im selben Jahr im Alter von 61 Jahren.